# Carlos Contreras (Fußballspieler, 1938)
Carlos Raúl Contreras Guillaume (* 2. Oktober 1938 in Santiago; † 17. April 2020 in Puente Alto) war ein chilenischer Fußballspieler, der mit der Nationalmannschaft seines Heimatlandes an der Fußball-Weltmeisterschaft 1962 im eigenen Land teilnahm und dabei den dritten Platz erreichte. Auf Vereinsebene wurde der Verteidiger im Trikot von Universidad de Chile sechsmal chilenischer Fußballmeister.

## Karriere

### Vereinskarriere
Carlos Contreras wurde 1938 in der chilenischen Hauptstadt Santiago geboren und begann seine fußballerische Laufbahn beim dort ansässigen Klub CF Universidad de Chile, dem er auch im Großteil des weiteren Verlaufs seiner Karriere treu blieb. Für Universidad de Chile absolvierte Contreras insgesamt 189 Spiele im Ligabetrieb des chilenischen Fußballs, in denen ihm zwei Torerfolge gelangen.
In einer Mannschaft mit anderen zeitgenössisch bedeutenden chilenischen Fußballspielern wie Leonel Sánchez, Jaime Ramírez oder Luis Eyzaguirre war Contreras’ Zeit bei Universidad de Chile von zahlreichen Erfolgen geprägt. Als erfolgreichster chilenischer Verein der 1960er-Jahre gewann man zwischen 1959 und 1969 sechsmal den Meistertitel. 1959 war Contreras dabei Teil der erst zweiten Meistermannschaft des Vereins, als in einem Entscheidungsspiel um die Meisterschaft der heutige Rekordmeister CSD Colo-Colo mit 2:1 besiegt wurde. Auch der Titelgewinn 1962 wurde erst durch ein erfolgreich bestrittenes Entscheidungsspiel notwendig, nachdem man die reguläre Saison punktgleich mit CD Universidad Católica auf dem ersten Platz beendet hatte. Durch einen 5:3-Erfolg sicherte sich Universidad de Chile den dritten Titelgewinn der Vereinsgeschichte. In den Jahren 1964, 1965, 1967 und 1969 fügte man diesen Erfolgen noch vier weitere Meistertitel hinzu, die diesmal jedoch mit zumeist deutlichem Vorsprung vor dem ersten Verfolger ohne Entscheidungsspiel zustande kamen. Insgesamt markiert die Phase, in der Carlos Contreras für Universidad de Chile auf dem Platz stand, für lange Zeit die erfolgreichste Periode der Vereinshistorie. Nach dem Titelgewinn 1969, dem letzten für Contreras, blieb auch sein Klub bis 1994 ohne weitere Meisterschaft, ehe eine bis heute währende weitere erfolgreiche Phase begann.
Carlos Contreras blieb bis einschließlich der Saison 1969 bei Universidad de Chile und schloss sich als amtierender chilenischer Meister im Folgenden Antofagasta Portuario an, das ebenfalls in der Primera División, Chiles höchster Fußballliga, spielte. In Antofagasta blieb Contreras zwei Spielzeiten lang, ehe er seine Karriere von 1972 bis 1973 weitere zwei Jahre lang beim nicht mehr erstklassigen Verein CD Ferroviarios ausklingen ließ.
1973 beendete der Abwehrspieler schließlich seine fußballerische Laufbahn im Alter von 34 Jahren und zog sich aus dem Fußballgeschäft zurück. Im Alter von 81 Jahren starb Contreras im Frühjahr 2020, nachdem er bereits geraume Zeit an der Alzheimer-Krankheit gelitten hatte.

### Nationalmannschaft
Zwischen 1959 und 1966 absolvierte Carlos Contreras insgesamt 30 Länderspiele in der chilenischen Fußballnationalmannschaft. Ein Torerfolg gelang ihm dabei nicht. Von Nationaltrainer Fernando Riera wurde er ins Aufgebot der Südamerikaner für die Fußball-Weltmeisterschaft 1962 im eigenen Land berufen. Contreras kam bei dem Turnier in fünf der sechs Spiele der chilenischen Mannschaft zum Einsatz.
Diese qualifizierte sich als Zweiter der Vorrundengruppe B hinter Deutschland, aber vor Italien und der Schweiz für das Viertelfinale, wo man gegen die Sowjetunion mit 2:1 die Oberhand behielt. Im Halbfinale wartete dann der amtierende Weltmeister Brasilien auf den Gastgeber. Diesmal konnte sich Chile nicht durchsetzen, die Brasilianer gewannen mit 4:2 und zogen ins Endspiel ein. Die Chilenen indes mussten sich mit dem Spiel um den dritten Platz begnügen, wo Jugoslawien mit 1:0 bezwungen wurde. Dieses Spiel um Platz drei war das einzige Spiel bei dem erfolgreichsten WM-Turnier aller Zeiten für Chile, das Carlos Contreras verpasste. Ansonsten wirkte der Verteidiger von Universidad de Chile als Stammspieler im chilenischen Aufgebot.
Im Anschluss an die Weltmeisterschaft machte Contreras zwar noch bis 1966 Länderspiele für Chile, eine erneute Nominierung für die Weltmeisterschaft im selben Jahr in England blieb ihm jedoch verwehrt. So endete Contreras’ Karriere im Nationaltrikot 1966 nach dreißig Einsätzen.

## Erfolge
- Chilenische Meisterschaft: 6×

1959, 1962, 1964, 1965, 1967 und 1969 mit Universidad de Chile